# Notoraja hirticauda
Notoraja hirticauda — вид хрящевых рыб рода Notoraja семейства Arhynchobatidae. Обитают в  тропических водах восточной части Индийского океана. Встречаются на глубине до 760 м. Их крупные, уплощённые грудные плавники образуют округлый диск со треугольным заострённым рылом. Максимальная зарегистрированная длина 44,8 см. Не являются объектом целевого промысла.

## Таксономия
Впервые вид был научно описан в 2006 году. Видовой эпитет происходит от лат. hirtus — «щетинистый», «колючий» и лат. cauda — «хвост». Голотип представляет собой взрослого самца длиной 44,6 см, пойманного у берегов Западной Австралии (26°36′ ю. ш. 112°09′ в. д.) на глубине 760 м. Паратипы: самки длиной 24,1—42,8 см, неполовозрелый самец длиной 36,1 см и взрослый самец длиной 44,8 см, пойманные там же на глубине 500—760 м.

## Ареал
Эти скаты являются эндемиками ограниченной территории площадью не более 20 000 км² у береговЗападной Австралии. Встречаются на глубине 500—760 м.

## Описание
Широкие и плоские грудные плавники этих скатов образуют округлый диск с треугольным заострённым рылом. На вентральной стороне диска расположены 5 жаберных щелей, ноздри и рот. На тонком хвосте имеются латеральные складки. У этих скатов 2 редуцированных спинных плавника и редуцированный хвостовой плавник. Максимальная зарегистрированная длина 44,8 см.

## Биология
Вероятно, подобно прочим представителям семейства однопёрых скатов, Notoraja hirticauda размножаются, откладывая яйца. Самцы становятся половозрелыми при достижении длины 36 см.

## Взаимодействие с человеком
Эти скаты не являются объектом целевого лова. Могут попадаться в качестве прилова. В ареале ведётся незначительный промысел. Данных для оценки Международным союзом охраны природы охранного статуса вида недостаточно.